# Грили, Хорас
Хо́рас Гри́ли (англ. Horace Greeley, 3 февраля 1811, Амхерст, Нью-Гэмпшир — 29 ноября 1872, Плезантвилл, штат Нью-Йорк) — американский журналист, политический деятель, совместный кандидат от Либерально-республиканской и Демократической партий на президентских выборах 1872 года.

## Биография
Родился в семье небогатых фермеров, с 1831 года жил в Нью-Йорке, где в 1834 году начал издавать газету New Yorker. С 1838 года также издавал газету партии вигов Jeffersonian, а с 1840 газету Log Cabin, популярность которой способствовала победе кандидата от партии американских вигов Уильяма Гаррисона на президентских выборах. В 1841 году газеты Грили были объединены в New York Tribune, редактором которой он оставался до конца своих дней.
Грили отличался радикальными взглядами, поддерживая утопический социализм в духе Шарля Фурье и американского социалиста Альберта Брисбена, отмену рабовладения, аграрные реформы (в том числе закон о гомстедах), освоение Запада (13 июля 1865 года в его редакторской колонке появилась ставшая знаменитой фраза Go West, young man, go West and grow up with the country — Иди на Запад, молодой человек, иди на Запад и расти вместе со своей страной); он был противником крупного капитала, выступая против монополий и передачи земли в собственность владельцев железных дорог, поддерживал повышение тарифов. С 1851 по 1862 год в его газете сотрудничали Карл Маркс и Фридрих Энгельс.
Грили был яркой личностью, известной своим эксцентричным поведением; он всегда носил с собой зонт и даже в самую жаркую погоду надевал пальто, увлекался спиритизмом и френологией.
С 4 декабря 1848 по 3 марта 1849 Грили заседал в Конгрессе.
После того, как в 1854 году возникла Республиканская партия, New York Tribune стала её неофициальным органом (и выполняла эту роль ещё много десятилетий); он по-прежнему отличался радикализмом, утверждая, что в стране существует заговор рабовладельцев, направленный против прогрессивных сил, после начала Гражданской войны призывал правительство как можно скорее официально провозгласить отмену рабства, но в 1863—1864 перешёл на более компромиссные позиции, поддерживая идею мира с Конфедерацией.
После войны Грили в основном находился в радикально-республиканской оппозиции президенту Эндрю Джонсону, но его популярность среди радикальных республиканцев упала после того, как в 1867 году он внёс залог для освобождения экс-президента Конфедерации Джефферсона Дэвиса.

### Президентские выборы
В 1868 году Грили поддержал кандидатуру республиканца Улисса Гранта, но вскоре перешёл в число его критиков, окончательно порвал с радикалами и в 1872 году вступил в отколовшуюся от республиканцев Либерально-республиканскую партию. Неожиданно для всех, он был утверждён либеральными республиканцами в качестве кандидата в президенты и, что ещё более удивительно, поддержан Демократической партией, которая не хотела распылять настроенный против Гранта электорат.

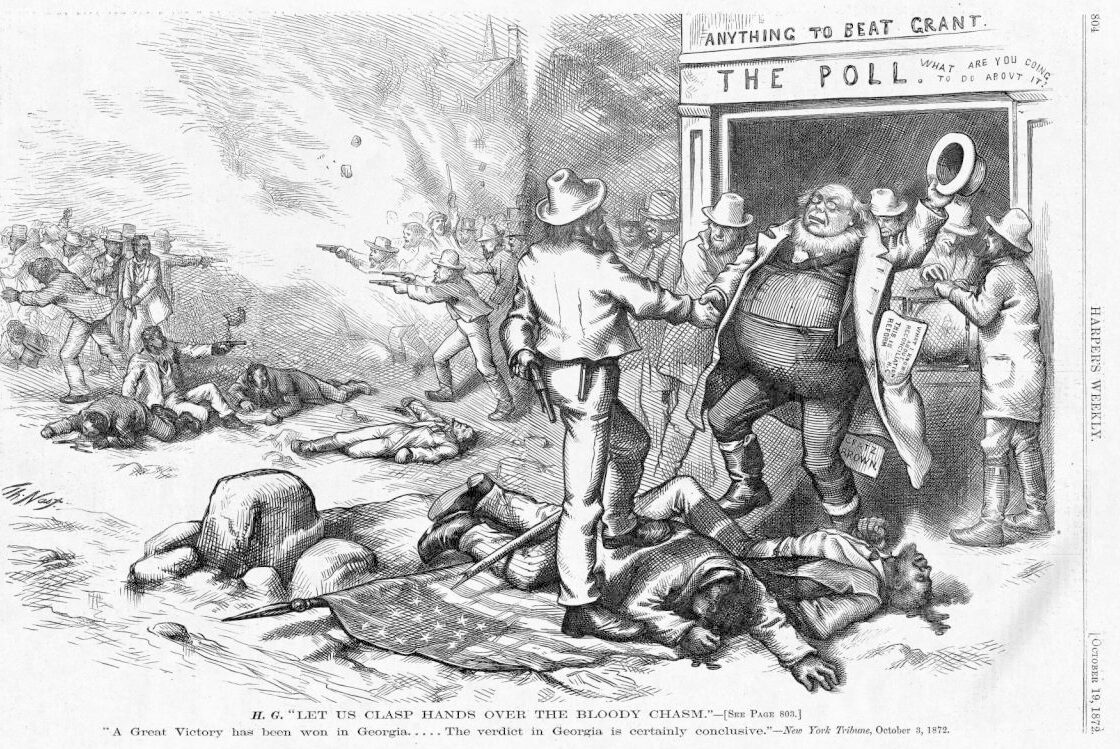
На рисунке Наста Грили жмёт руку убийцам чернокожих из Джорджии

Теперь Грили выступал за скорейшее сворачивание Реконструкции и вывод войск из южных штатов. Стало ясно, что он неудачный кандидат; после 1848 ему ни разу не удалось победить на выборах, резкая смена взглядов сделала ему репутацию перебежчика и человека, не заслуживающего доверия; сторонники Гранта изображали его сумасшедшим чудаком. Особенно отличился в высмеивании Грили известный карикатурист Томас Наст.
Несмотря на объединение противников Гранта, Грили удалось получить только 43,8 % голосов, он победил в 6 штатах, что должно было дать ему 66 голосов выборщиков. Незадолго до выборов скончалась жена Грили, отчего он впал в безумие и умер вскоре после выборов (но до голосования выборщиков). 3 выборщика из Джорджии всё же проголосовали за Грили (но их голоса были дисквалифицированы Конгрессом, по другим источникам, их бюллетени остались пустыми), голоса остальных разделились между 4 представителями Демократической и Либерально-республиканской партий. Ещё больше было названо кандидатов в вице-президенты — 8 (несмотря на то, что баллотировавшийся в паре с Грили кандидат в вице-президенты Бенджамин Браун остался жив).

## Память
Именем Грили названа площадь в Нью-Йорке. Рядом с ней, в сквере, установлен памятник.

## Образ Хораса Грили в кино
- «Банды Нью-Йорка» / «Gangs of New York» (США, Германия, Великобритания, Нидерланды, Италия; 2002) режиссёр Мартин Скорсезе, в роли Хораса Грили — Майкл Бирн.
- В одном из эпизодов телесериала «Дни в Долине Смерти» роль Хораса Грили исполнил Пэрли Баер[англ.].